# José Mariano Quindós y Tejada

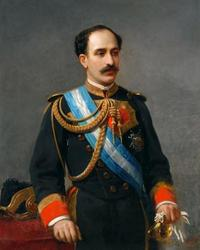
José Mariano Quindós y Tejada

José Mariano Quindós y Tejada (Ferrol, 29 de enero de 1822-Madrid, 3 de enero de 1900) fue un aristócrata y político español. 

## Biografía
Hijo póstumo de José María Quindós y Quiroga, V marqués de San Saturnino, y de María Segunda Tejada y Eulate, ostenta ya desde su nacimiento el título nobiliario familiar. Su madre contraería segundo matrimonio con Francisco Aguirre O'Neale, teniendo más hijos, entre ellos a Manuel Aguirre de Tejada, primer conde de Tejada y de Valdeosera y a Patricio Aguirre de Tejada, primer conde de Andino. Cursa estudios de derecho en Santiago de Compostela. 
Por Real Orden de 8 de noviembre de 1843 es nombrado gentilhombre de cámara con ejercicio de la reina Isabel II e ingresa en la Maestranza de Ronda en 1848. Contrae matrimonio en 1859 con Fernanda de Villarroel y Goicolea,  vizcondesa de la Frontera, hermana del II duque de la Conquista e hija de José de Villarroel e Ibarrola, vizconde de la Frontera, y de María de Goicolea y Ariza. 
Brevemente ocupa el cargo de alcalde corregidor de Madrid durante algunos meses del año 1865. Asimismo es designado senador vitalicio en 1861 ocupando su escaño hasta 1868 y después en las legislaturas de 1877 a 1900, año de su fallecimiento. Es uno de los senadores que pide en 1864 el abandono de la Isla de Santo Domingo. 
Amigo y persona de la máxima confianza del rey Alfonso XII, por Real Decreto de 25 de abril de 1875 es nombrado tutor y curador de los hijos del Infante Sebastián Gabriel de Borbón y Braganza al fallecimiento de éste, cargo que desempeñará hasta 1886. En el marco de esta curatela solicitó en 1880 la sucesión del mayor de los hijos del infante, Francisco María, como gran prior de Castilla de la Orden de San Juan, cosa que fue denegada por el rey al entenderse que su padre lo había sido de forma vitalicia.
Asimismo se le concede poco después, en atención a los merecimientos de los que se hace acreedor en tal delicada misión, la gran cruz de la Orden de Carlos III.

## Descendencia
De su matrimonio con la vizcondesa de la Frontera tendrá un hijo y una hija:
- Fernando Quindós y Villarroel, que sucederá a su madre en el vizcondado de la Frontera y morirá antes que su padre.[6]

- María de la Natividad Quindós y Villarroel, nacida en 1861 que le sucederá en el título marquesal de San Saturnino.

| Predecesor: José Ramón Osorio | Alcalde de Madrid 1865 | Sucesor: Marqués de Villaseca |